# Wujie (Yilan)
Wujie (chinesisch 五結鄉, Pinyin Wǔjié Xiāng) ist eine Landgemeinde im nordöstlichen Landkreis Yilan in der Republik China auf Taiwan.

## Lage und Klima
Wujie befindet sich in der südöstlichen Ecke der sogenannten Yilan-Ebene, einer Schwemmebene, die durch Ablagerungen des Flusses Lanyang und anderer Flüsse entstanden ist, im Mündungsbereich des Lanyang. Der Fluss bildet im Wesentlichen die natürliche nördliche Gemeindegrenze und weist in Wujie zwei größere Zuflüsse auf: ganz im Westen den Luodongxi (羅東溪) oder Luodong und im Osten den Fluss Dongshan (冬山河). Wujie grenzt mit etwa 8 Kilometern an den Pazifik. Der Küstenstreifen ist durch Sanddünen gekennzeichnet. Weiter inlandwärts findet sich ebenes, fruchtbares Land, das intensiv landwirtschaftlich genutzt wird. Die Jahresmitteltemperatur liegt bei 25 °C, und das Klima ist subtropisch und durch den Monsun geprägt. Im Durchschnitt gibt es 165 Regentage und die relative Luftfeuchtigkeit liegt im Mittel bei 85 %.

## Geschichte
Die ursprünglichen Bewohner der Gegend von Wujie waren Austronesier (Pingpu), die verschiedenen Stämmen angehörten. Ab dem Jahr 1768, zur Herrschaftszeit Qianlongs, ließen sich die ersten han-chinesischen Siedler, die aus der Provinz Fujian stammten, nieder. Die Urbevölkerung wurde nach und nach verdrängt oder assimiliert. Im Jahr 1810, zur Herrschaftszeit Jiaqings, wurde das Gebiet von Yilan formell der Qing-Verwaltung unterstellt. Nach der Annexion Taiwans durch Japan im Jahr 1895 erfolgte 1920 eine Verwaltungsreform, in deren Rahmen das Dorf Wujie (五結庄) gebildet wurde. Nach Übernahme Taiwans durch die Republik China im Jahr 1945 wurde daraus die Landgemeinde Wujie (五結鄉), anfänglich im Landkreis Taipeh und ab 1950 im neu eingerichteten Landkreis Yilan.

## Einwohner
Die Bevölkerungszahl belief sich im Mai 2020 auf 40.138. Davon befanden sich 229 Angehörige indigener Völker der Ebenen (平地原地民, Pingpu) und 344 Angehörige indigener Völker des Berglandes (山地原住民). Zusammen machten diese 1,4 % der Bevölkerung aus.
| Gliederung Wujies |
|                   |

## Verwaltungsgliederung
Nach 1945 war Wujie zunächst in 26 Dörfer (村,  Cūn) eingeteilt. Am 1. Juli 1978 trat die heutige Einteilung in 15 Dörfer in Kraft.
1 Zhen’an (鎮安村)

2 Erjie (二結村)

3 Shangsi (上四村)

4 Sijie (四結村)

5 Zhongxing (中興村)

6 Sanxing (三興村)

7 Daji (大吉村)

8 Wujie (五結村)

9 Fuxing (福興村)

10 Xiehe (協和村)

11 Lize (利澤村)

12 Chengxing (成興村)

13 Jixin (季新村)

14 Xiaowei (孝威村)

15 Jinzhong (錦眾村)

## Wirtschaft
Landwirtschaftliche Produkte Wujies sind Reis (五農米 – „Wunong-Reis“), Zwiebeln, Knoblauch, Frühlingszwiebeln (青蔥), Chinesischer Yams (Dioscorea polystachya) sowie Zierpflanzen (Lilien). Entlang der Küste wird Aquakultur und Fischfang betrieben (Garnelen, Aale). Die Entenzucht ist von Bedeutung.

## Verkehr
Die Hauptverkehrsstraßen verlaufen in Nord-Süd-Richtung. Dazu zählen die Nationalstraße 5 (Autobahn) in der Mitte Wujies, die Provinzstraße 2 nahe der Küste und die Provinzstraße 9 im Westen. In Ost-West-Richtung verlaufen die Kreisstraße 196 (in der Mitte Wujies), sowie die Provinzstraße 2C (2丙, im Süden). In Wujie befinden sich zwei Haltebahnöfe an der Yilan-Linie der Taiwanischen Eisenbahn: der Bahnhof Erjie (二結車站;) und der Bahnhof Zhongli (中里車站).

## Besonderheiten
Im Nationalen Zentrum für Traditionelle Künste (國立傳統藝術中心 ) im Dorf Jixin werden traditionelle chinesische und indigene Künste demonstriert und erlebbar gemacht. Die Anfänge des Wanggong-Tempels (王公廟 ) im Dorf Erjie gehen auf das späte 18. Jahrhundert zurück. Nach dem Bau eines neuen Tempels wurde der alte in ein Kulturmuseum umgewandelt. Jedes Jahr finden am 15. Tag des elften Mondmonats ausgedehnte Tempelfeiern statt.
Entlang des Flusses Dongshan befindet sich im Dorf Jixin ein kleiner Park (Dongshan-Flusslandschaftspark 冬山河親水公園 ). Nahe der Einmündung des Flusses ins Meer liegt das Qingshui-Fluttor (清水大閘門 ), das der Wasserregulierung und dem Hochwasserschutz dient.

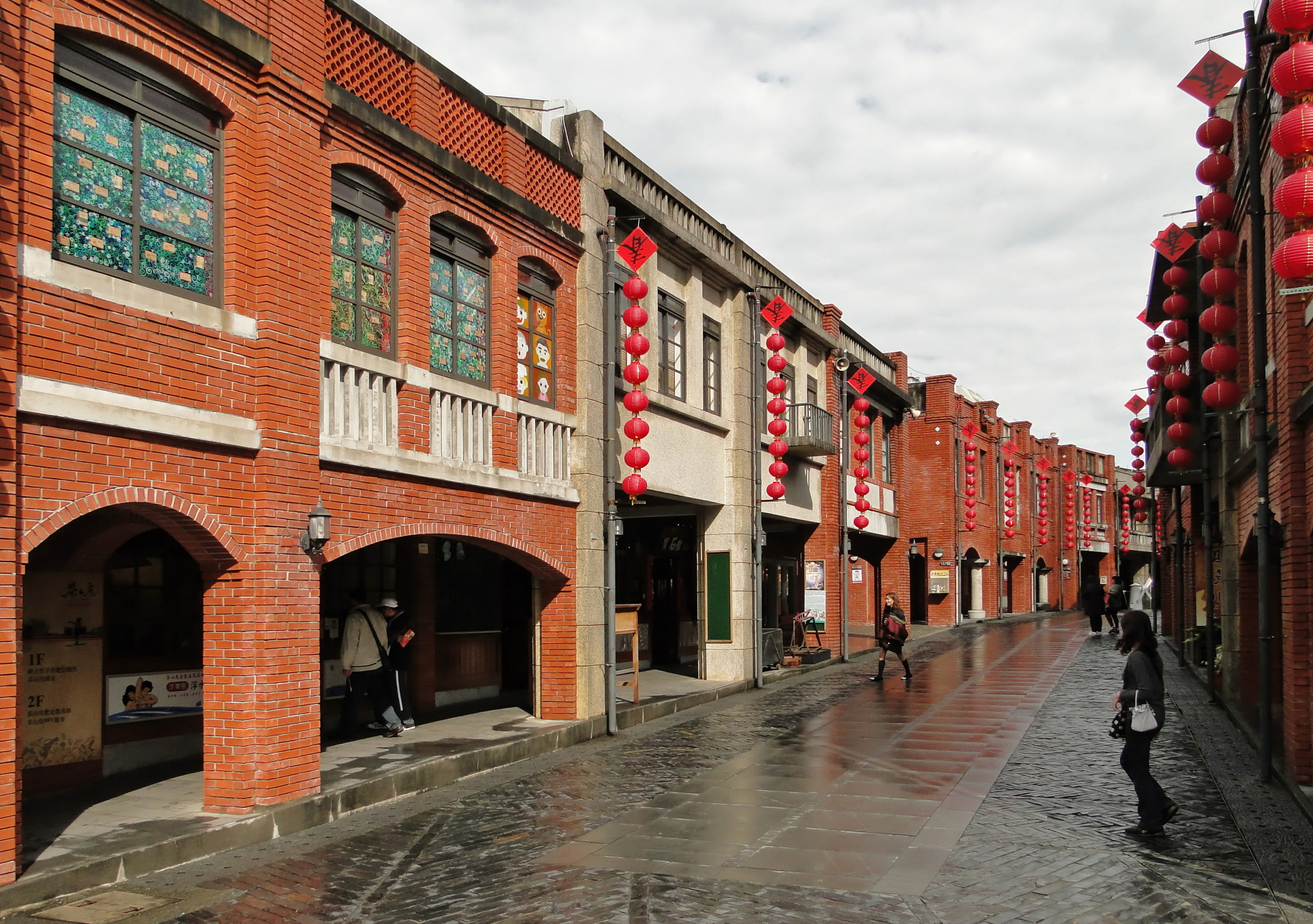
Straße der Volkskunst des Nationalen Zentrums für Traditionelle Künste
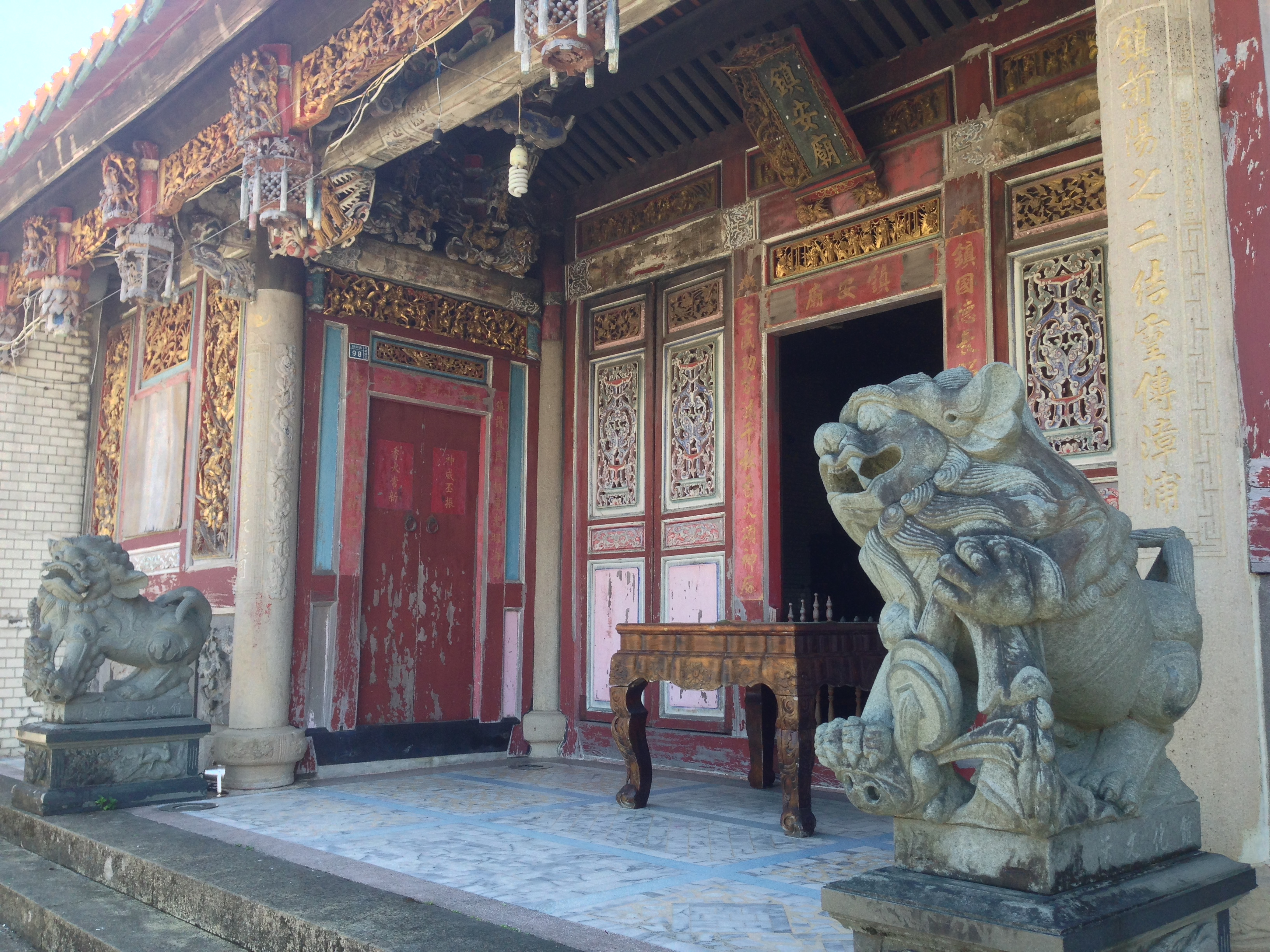
Eingang zum alten Wanggong-Tempel
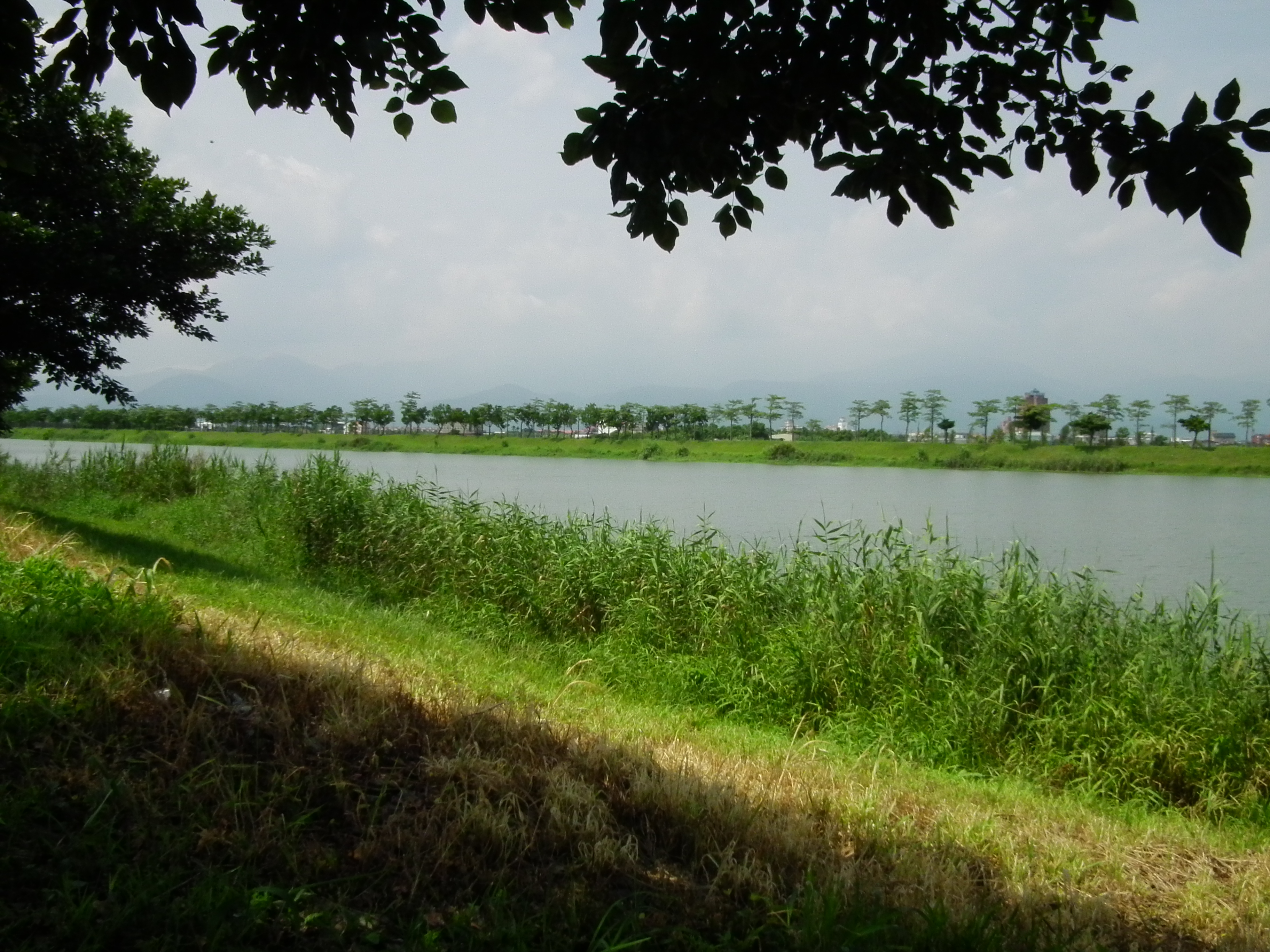
Am Flussufer des Dongshan